# Eberhard Hertel

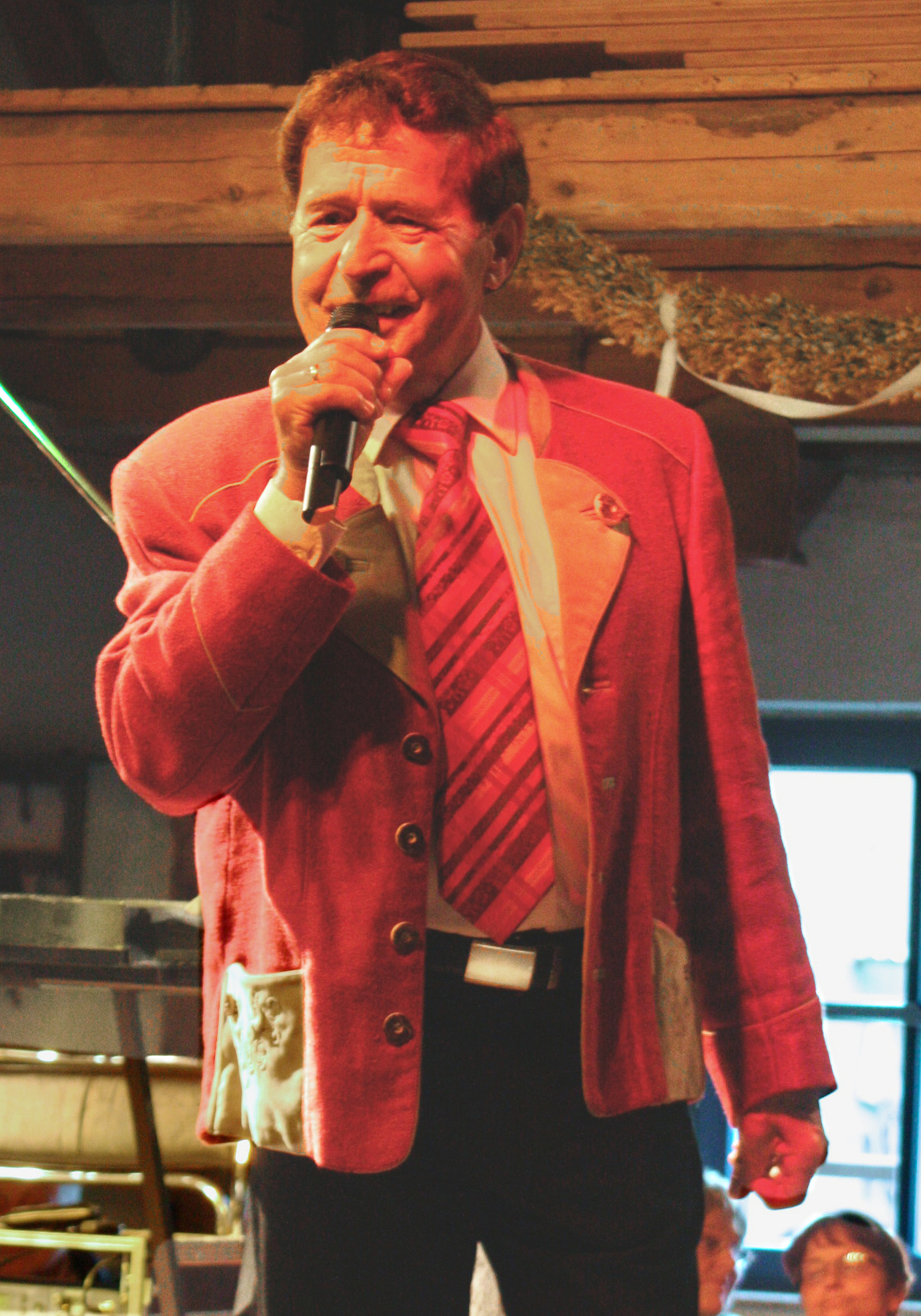
Eberhard Hertel (2012)

Eberhard Hertel (* 29. November 1938 in Oelsnitz/Vogtl.; † 20. Juni 2024) war ein deutscher Sänger der volkstümlichen Musik.

## Leben und Karriere
Eberhard Hertel wollte nach seiner Schulzeit ursprünglich Landwirt werden, doch er entschied sich anders. Er sang lieber die Volkslieder seiner Heimat, wodurch er bereits in der DDR zum Star wurde. Im Jahr 1976 begann seine musikalische Karriere beim Talentwettbewerb Heitere Premiere. In den 1970er-Jahren trat er zusammen mit Hannelore Kalin (* 1939) erfolgreich als Jodler auf. Im Jahr 1979 wurden beide zum erfolgreichsten Jodelduo in der DDR gekürt. Hertel war über viele Jahre hinweg Stammgast in der volkstümlichen Musiksendung Oberhofer Bauernmarkt, die im Hotel Panorama aufgezeichnet wurde. Er interpretierte in der Sendung eine Vielzahl bekannter sächsischer Volkslieder, insbesondere seine Interpretation von Der Vugelbeerbaam mit dem Orchester Gerhard Honig im Jahr 1984 erhielt viel Zuspruch.
Nach der Wiedervereinigung setzte Hertel seine Karriere erfolgreich fort, auch wenn er sie zunehmend zugunsten seiner Tochter Stefanie Hertel oftmals in den Hintergrund stellte, die er seit ihrem Auftritt im Jahr 1985 im Oberhofer Bauernmarkt begleitete. Gemeinsam sangen sie Lieder wie Wenn der Vater und die Tochter, Kleine Träume, das Rennsteiglied, Anton Günthers Feieromd oder Weihnachtslieder wie ’s Raachermannel. Im Jahr 1996 brachte er mit seiner Tochter die gemeinsame Single Kleine Fische werden groß, eine Coverversion von Vader Abrahams Als je weggaat, heraus, in dem er die frühe Liebe seiner Tochter und deren befürchteten Weggang vom Elternhaus besingt. Später gingen er und seine Tochter musikalisch zumeist getrennte Wege, traten aber bis Anfang 2024 mit gemeinsamen Duetten in verschiedenen Fernsehshows auf. Hertel stand insgesamt über 60 Jahre lang auf der Bühne und veröffentlichte elf Studioalben.
Am 29. November 2008 feierte er seinen 70. Geburtstag beim Adventsfest der Volksmusik im Congress Centrum Suhl. Zudem produzierte der MDR den Film Papa wird 70 von Stefanie Hertel und Stefan Mross. Im Jahr 2018 erschien mit Ich brauch Musik, dem Jubiläumsalbum zu seinem 80. Geburtstag, Hertels elftes und auch letztes Studioalbum. Hertel setzte sich auch immer wieder für wohltätige Zwecke ein; so organisierte er im August 2002 ein Benefizkonzert für die Flutopfer des Hochwassers in Sachsen, wo er auch selbst auftrat.
Eberhard Hertel war mit seiner Frau Elisabeth (1950–2017) bis zu deren Tod verheiratet. Der Ehe entstammen insgesamt vier Kinder, darunter die Sängerin, Moderatorin und Musicaldarstellerin Stefanie Hertel. Er starb am 20. Juni 2024 im Alter von 85 Jahren. Anlässlich seines Todes wurde die Stadtfahne vor dem Rathaus auf dem Marktplatz von Oelsnitz auf Halbmast gesetzt.

## Ehrungen
Am 3. Dezember 2008 wurde Eberhard Hertel von der Oelsnitzer Oberbürgermeisterin Eva-Maria Möbius zum Ehrenbürger seiner Heimatstadt Oelsnitz ernannt, weil er sich in „besonderem Maße um seinen Heimatort und die vogtländische Kultur verdient gemacht“ hat.

## Diskografie
Musikalben
- 1997: Lieder wie das Leben
- 1999: Die besten Jahre kommen noch
- 2000: Das Beste der Volksmusik
- 2000: Wenn das kein Grund zum Feiern ist
- 2001: Wir sind alle kleine Sünderlein
- 2002: So schön ist unsere Welt
- 2005: Voll im Leben
- 2007: Auf das Leben, auf die Liebe
- 2008: Danke Freunde – das Jubiläumsalbum zum 70. Geburtstag
- 2012: Wir feiern ab heute das Leben – inkl. 2 Duette mit Tochter Stefanie
- 2018: Ich brauch Musik – das Jubiläumsalbum zum 80. Geburtstag

## Fernsehen
- 2008: Papa wird 70 (von Stefanie Hertel und Stefan Mross; MDR Fernsehen)
- 2018: Musikgeschichten mit Eberhard Hertel (90-minütige Sendung des MDR Fernsehens, in der Eberhard Hertel Ausschnitte seiner eigenen Auftritte und Auftritte von Kollegen aus verschiedenen Fernsehsendungen präsentiert und dazwischen Geschichten aus seinem Leben und seiner Karriere erzählt)

Außerdem diverse Gastauftritte in verschiedenen Musiksendungen, so zum Beispiel (Auswahl):
- 1983: Zwischen Frühstück und Gänsebraten
- 1987: Ein Kessel Buntes
- 1988: Zwischen Frühstück und Gänsebraten
- 1989: Musikantenstadl
- 1990: Zwischen Frühstück und Gänsebraten
- 1991: Ein Kessel Buntes
- 1996: Das Sommerfest der Volksmusik (aus der Reihe Feste der Volksmusik)
- 1997: Das Weihnachtsfest der Volksmusik (aus der Reihe Feste der Volksmusik)
- 2004: Zauberhafte Heimat
- 2005: Musikantendampfer
- 2005: Willkommen bei Carmen Nebel
- 2005: Das Hochzeitsfest der Volksmusik (aus der Reihe Feste der Volksmusik)
- 2005: Das Adventsfest der Volksmusik (aus der Reihe Feste der Volksmusik)
- 2007: Danke Dieter Thomas Heck
- 2008: Das Adventsfest der Volksmusik (aus der Reihe Feste der Volksmusik)
- 2009: Musikantenstadl
- 2017: Die große Show der Weihnachtslieder
- 2021: Schlager-Spaß mit Andy Borg
- 2023: Schlager-Spaß mit Andy Borg
- 2023: Zauberhafte Weihnacht im Land der ‚Stillen Nacht‘

Daneben Auftritte in Talkshows (Auswahl):
- 1998: MDR Sachsenspiegel
- 2005: Wir in Bayern
- 2005: Zibb
- 2013: MDR Sachsenspiegel
- 2018: Riverboat
- 2019: Riverboat
- 2020: Riverboat